# Bolleville (Seine-Maritime)
Pour les articles homonymes, voir Bolleville.
Bolleville est une commune française située dans le département de la Seine-Maritime en région Normandie.

## Géographie
| Yébleron  | Auzouville-Auberbosc | Foucart   |
| Raffetot  | Bolleville           |           |
| Lanquetot | Beuzevillette        | Trouville |

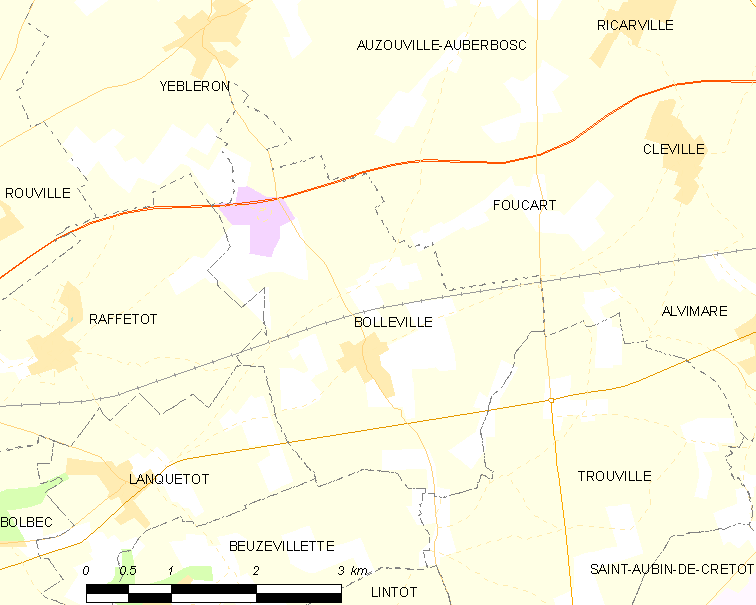
Carte de la commune.
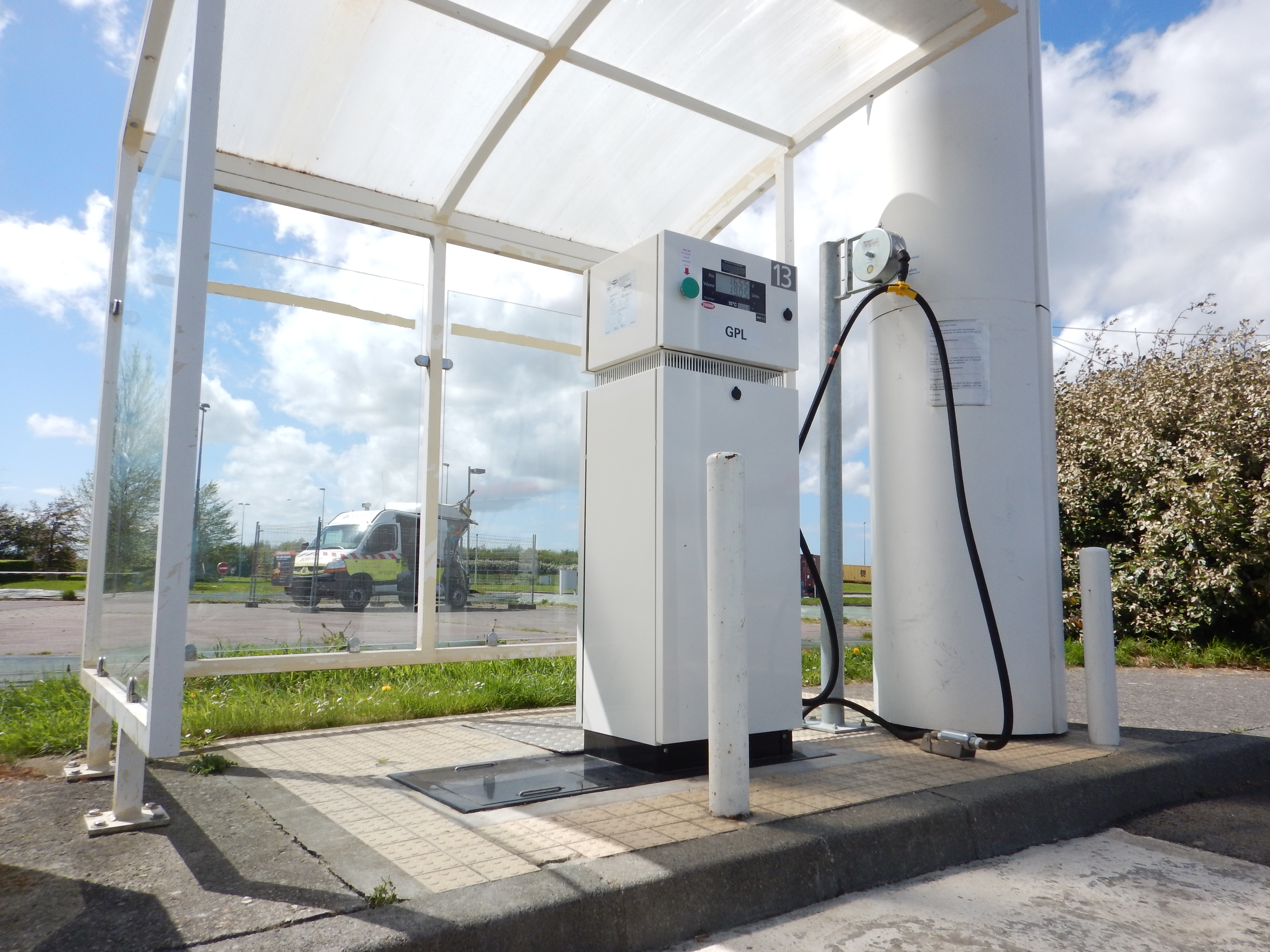
La pompe GPL, Aire de Bolleville sud, A29
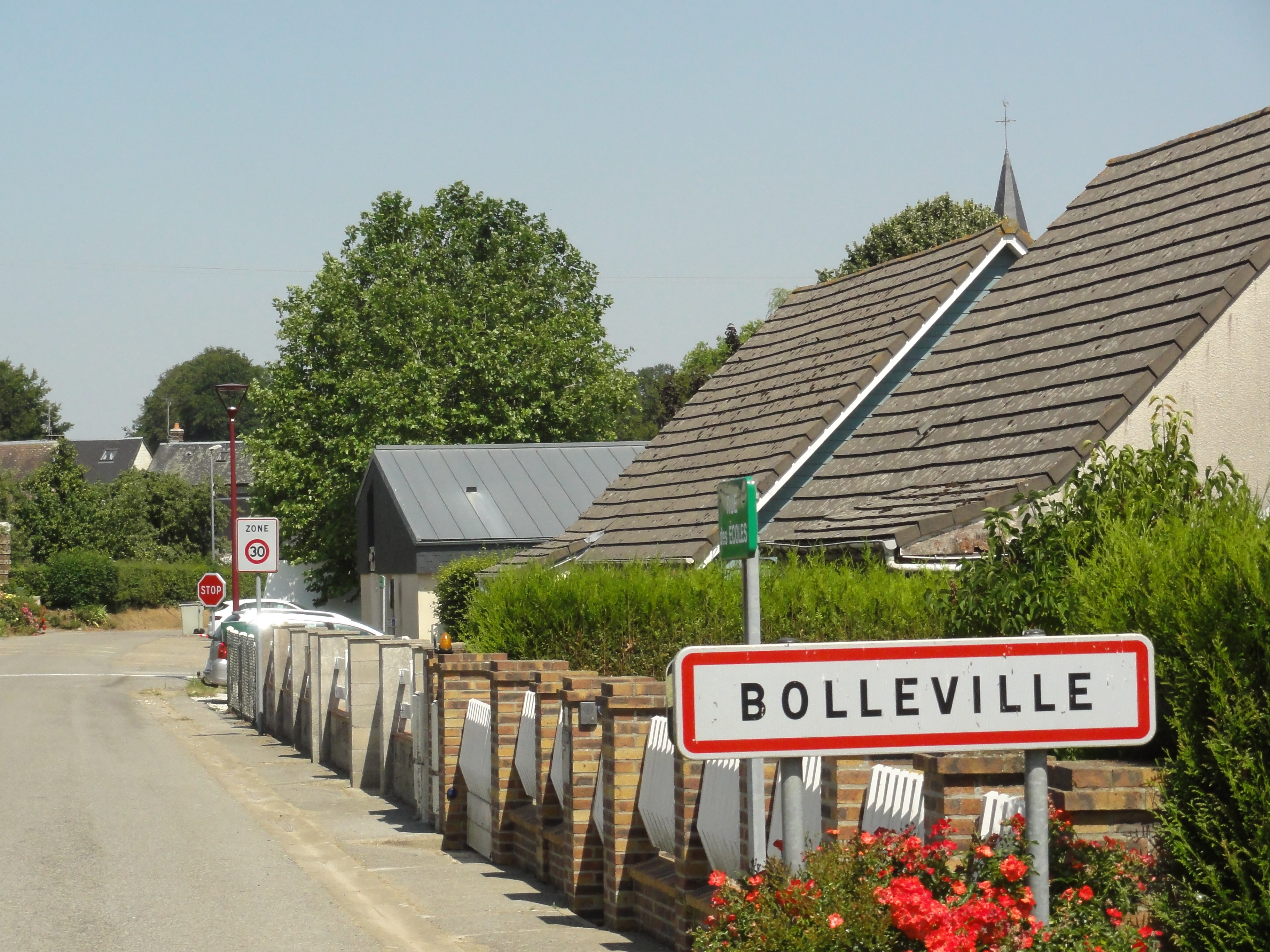
Entrée de Bolleville.

### Hydrographie
La commune est située dans le bassin Seine-Normandie. Elle n'est drainée par aucun cours d'eau,.

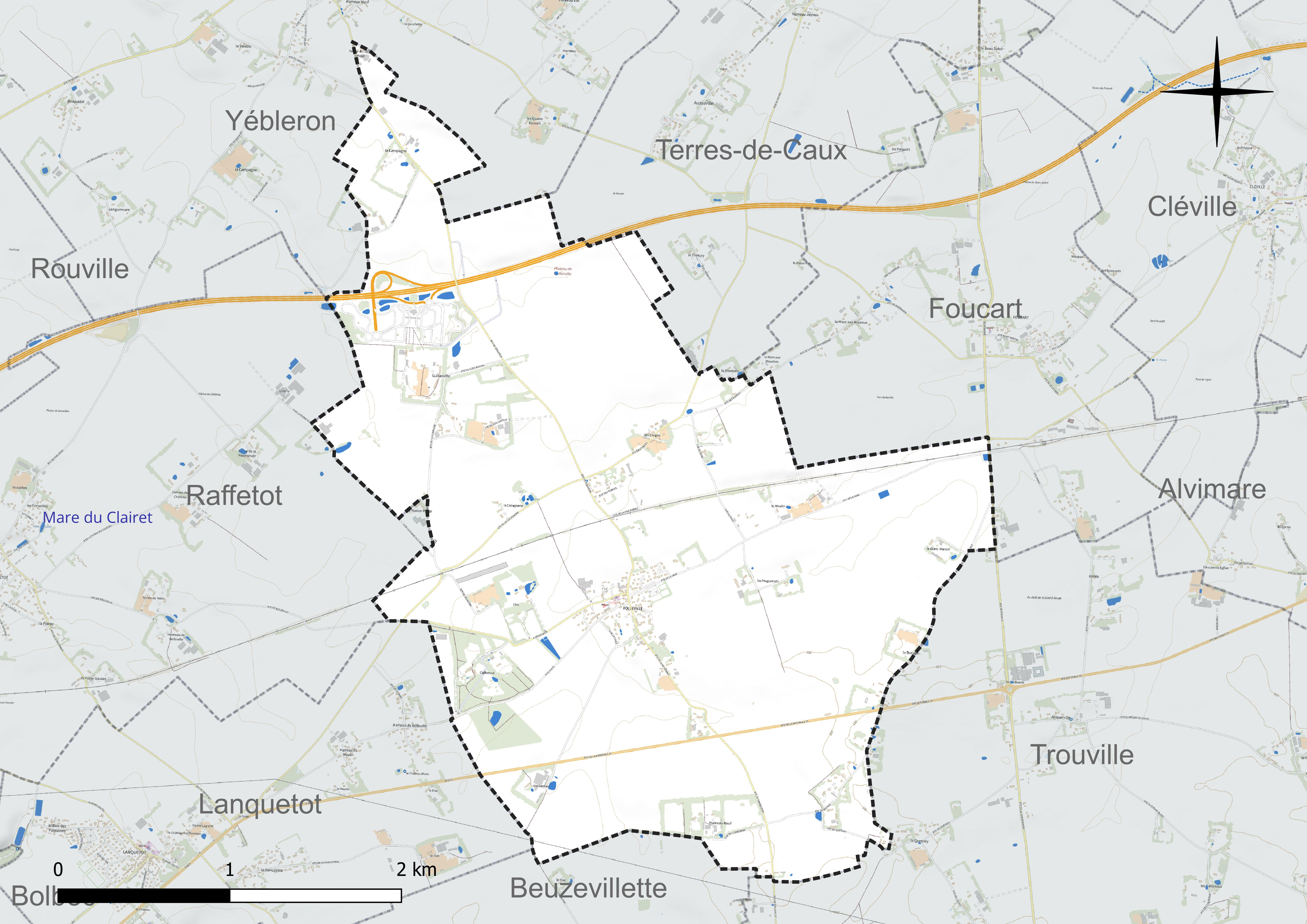
Réseau hydrographique de Bolleville.

### Climat
Pour des articles plus généraux, voir Climat de la Normandie et Climat de la Seine-Maritime.
En 2010, le climat de la commune est de type climat océanique franc, selon une étude du CNRS s'appuyant sur une série de données couvrant la période 1971-2000. En 2020, Météo-France publie une typologie des climats de la France métropolitaine dans laquelle la commune est exposée à un climat océanique et est dans la région climatique Côtes de la Manche orientale, caractérisée par un faible ensoleillement (1 550 h/an) ; forte humidité de l’air (plus de 20 h/jour avec humidité relative > 80 % en hiver), vents forts fréquents. Parallèlement le GIEC normand, un groupe régional d’experts sur le climat, différencie quant à lui, dans une étude de 2020, trois grands types de climats pour la région Normandie, nuancés à une échelle plus fine par les facteurs géographiques locaux. La commune est, selon ce zonage, exposée à un « climat maritime », correspondant au Pays de Caux, frais, humide et pluvieux, légèrement plus frais que dans le Cotentin.
Pour la période 1971-2000, la température annuelle moyenne est de 10,1 °C, avec une amplitude thermique annuelle de 13,5 °C. Le cumul annuel moyen de précipitations est de 980 mm, avec 13,5 jours de précipitations en janvier et 8,7 jours en juillet. Pour la période 1991-2020, la température moyenne annuelle observée sur la station météorologique la plus proche, située sur la commune de Petiville à 16 km à vol d'oiseau, est de 12,0 °C et le cumul annuel moyen de précipitations est de 844,9 mm,. Pour l'avenir, les paramètres climatiques de la commune estimés pour 2050 selon différents scénarios d’émission de gaz à effet de serre sont consultables sur un site dédié publié par Météo-France en novembre 2022.

## Urbanisme

### Typologie
Au 1er janvier 2024, Bolleville est catégorisée commune rurale à habitat dispersé, selon la nouvelle grille communale de densité à sept niveaux définie par l'Insee en 2022.
Elle est située hors unité urbaine et hors attraction des villes,.

### Occupation des sols
L'occupation des sols de la commune, telle qu'elle ressort de la base de données européenne d’occupation biophysique des sols Corine Land Cover (CLC), est marquée par l'importance des territoires agricoles (93,5 % en 2018), en diminution par rapport à 1990 (100 %). La répartition détaillée en 2018 est la suivante : 
terres arables (69,3 %), prairies (21,1 %), zones industrielles ou commerciales et réseaux de communication (3,9 %), zones agricoles hétérogènes (3,1 %), zones urbanisées (2,6 %). L'évolution de l’occupation des sols de la commune et de ses infrastructures peut être observée sur les différentes représentations cartographiques du territoire : la carte de Cassini (XVIIIe siècle), la carte d'état-major (1820-1866) et les cartes ou photos aériennes de l'IGN pour la période actuelle (1950 à aujourd'hui).

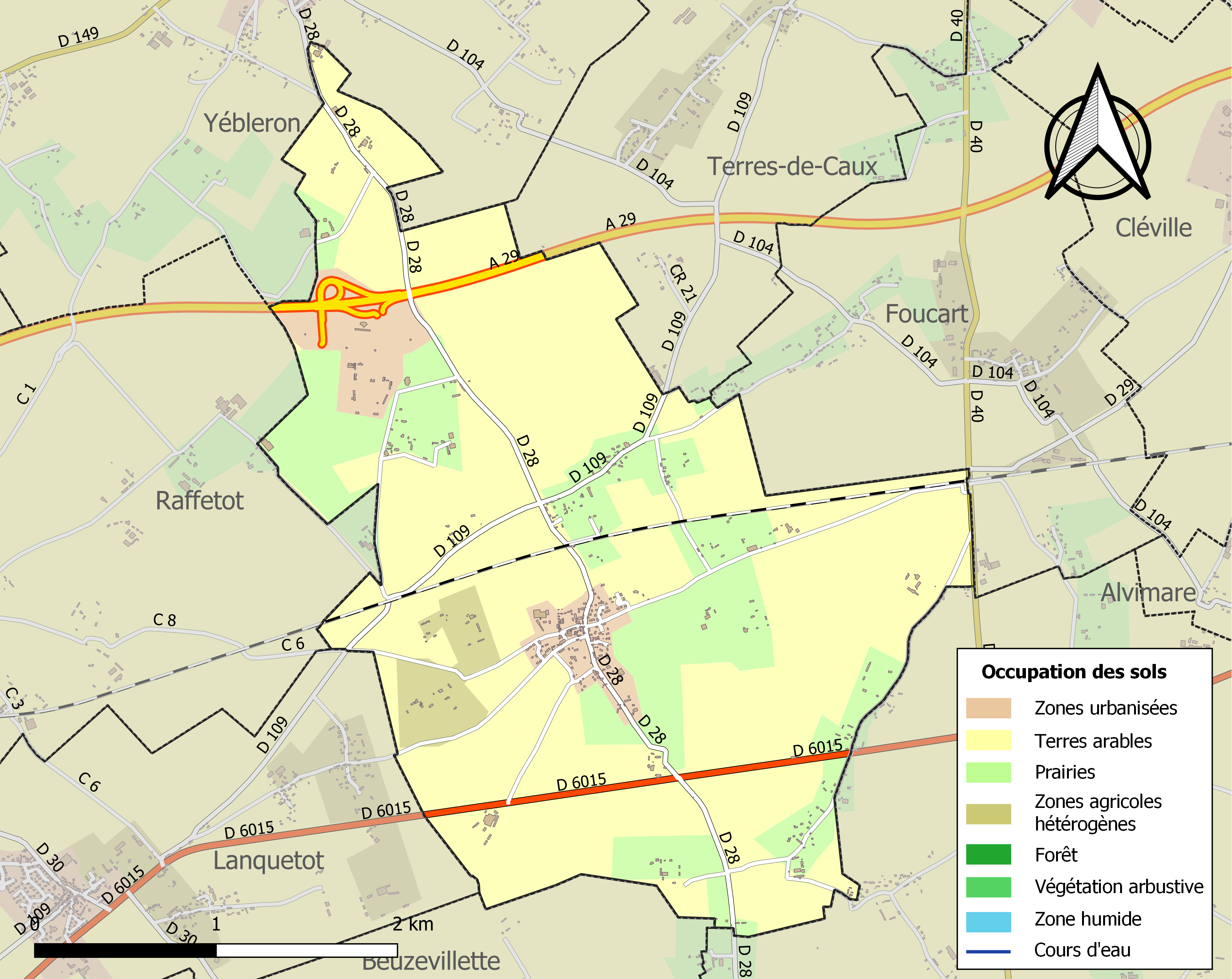
Carte des infrastructures et de l'occupation des sols de la commune en 2018 (CLC).

## Toponymie
Attesté sous les formes Bullevilla vers 1025, Bollevilla XIIe siècle.
Toponyme médiéval en -ville (élément issu du gallo-roman VILLA « domaine rural »). Le premier élément est l'anthroponyme (nom de personne) d'origine scandinave Bolli, assez fréquent dans l'Ouest de la Scandinavie : il est attesté en ancien danois et suédois sous la forme Bulle, ainsi qu'en ancien norois de l'Ouest sous la forme Bolli, en tant que sobriquet ou nom personnel. On le trouve également dans plusieurs inscriptions runiques (buli, bul(in)…), et il semble qu'il en existe aussi quelques exemples anglo-scandinaves (Bolle, Bulle, Bole, etc.). Le sens global de ce toponyme est donc « le domaine rural de Bolli ». Cet anthroponyme se retrouve dans Bolbec (à 8 km de Bolleville), peut-être le même personnage, dans Bolleville (Manche) et Boulleville (Eure).
Ce dernier nom est un sobriquet signifiant « homme petit et grassouillet », issu de l'ancien islandais bolli « bol, récipient arrondi », mot est apparenté à l'ancien saxon bollo « tasse », à l'ancien haut-allemand bolla « bouton (de fleur); vase globulaire » et à l'anglais bowl « cuvette, bassin ». Ces mots reposent sur le radical germanique °bul-, désignant toutes sortes d'objets renflés, gonflés ou arrondis, et issu de l'indo-européen °bhl̥-, degré zéro de °bhel- « souffler, gonfler » (cf. anglais to blow, latin flare, de même sens). En français, les mots balle, bol et boule se rattachent également à cette racine, alors que bulle repose sur une racine °b(h)eu- qui lui est vraisemblablement apparentée, ou qui repose du moins sur le même symbolisme articulatoire.

## Politique et administration
| Période                                  | Période                    | Identité           | Étiquette | Qualité |
| ---------------------------------------- | -------------------------- | ------------------ | --------- | ------- |
| Les données manquantes sont à compléter. |                            |                    |           |         |
| 1914                                     |                            | Louis Langer       |           |         |
| 1983                                     | 2014                       | Denis Lecarpentier |           |         |
| Les données manquantes sont à compléter. |                            |                    |           |         |
| mars 2014                                | mai 2020                   | Robert Havart      |           |         |
| mai 2020                                 | En cours (au 10 août 2020) | Chantal Lelièvre   |           |         |

## Population et société

### Démographie

#### Évolution démographique
L'évolution du nombre d'habitants est connue à travers les recensements de la population effectués dans la commune depuis 1793. Pour les communes de moins de 10 000 habitants, une enquête de recensement portant sur toute la population est réalisée tous les cinq ans, les populations de référence des années intermédiaires étant quant à elles estimées par interpolation ou extrapolation. Pour la commune, le premier recensement exhaustif entrant dans le cadre du nouveau dispositif a été réalisé en 2007.

En 2022, la commune comptait 590 habitants, en stagnation par rapport à 2016 (Seine-Maritime : +0,35 %, France hors Mayotte : +2,11 %).
| 1793 | 1800 | 1806 | 1821 | 1831 | 1836 | 1841 | 1846 | 1851 |
| ---- | ---- | ---- | ---- | ---- | ---- | ---- | ---- | ---- |
| 560  | 572  | 600  | 574  | 712  | 752  | 771  | 730  | 678  |

| 1856 | 1861 | 1866 | 1872 | 1876 | 1881 | 1886 | 1891 | 1896 |
| ---- | ---- | ---- | ---- | ---- | ---- | ---- | ---- | ---- |
| 678  | 690  | 711  | 692  | 730  | 640  | 707  | 624  | 616  |

| 1901 | 1906 | 1911 | 1921 | 1926 | 1931 | 1936 | 1946 | 1954 |
| ---- | ---- | ---- | ---- | ---- | ---- | ---- | ---- | ---- |
| 536  | 490  | 485  | 382  | 356  | 410  | 387  | 445  | 420  |

| 1962 | 1968 | 1975 | 1982 | 1990 | 1999 | 2006 | 2007 | 2012 |
| ---- | ---- | ---- | ---- | ---- | ---- | ---- | ---- | ---- |
| 404  | 408  | 412  | 447  | 504  | 506  | 525  | 527  | 592  |

| 2017 | 2022 | - | - | - | - | - | - | - |
| ---- | ---- | - | - | - | - | - | - | - |
| 580  | 590  | - | - | - | - | - | - | - |

#### Pyramide des âges
En 2018, le taux de personnes d'un âge inférieur à 30 ans s'élève à 36,9 %, soit au-dessus de la moyenne départementale (36,5 %). À l'inverse, le taux de personnes d'âge supérieur à 60 ans est de 21,0 % la même année, alors qu'il est de 26,0 % au niveau départemental.
En 2018, la commune comptait 287 hommes pour 291 femmes, soit un taux de 50,35 % de femmes, légèrement inférieur au taux départemental (51,90 %).
Les pyramides des âges de la commune et du département s'établissent comme suit.
| Hommes | Classe d’âge | Femmes |
| ------ | ------------ | ------ |
| 1,1    | 90 ou +      | 0,7    |
| 4,5    | 75-89 ans    | 7,3    |
| 14,0   | 60-74 ans    | 14,5   |
| 19,5   | 45-59 ans    | 19,9   |
| 24,6   | 30-44 ans    | 20,2   |
| 12,5   | 15-29 ans    | 16,4   |
| 23,8   | 0-14 ans     | 21,1   |

| Hommes | Classe d’âge | Femmes |
| ------ | ------------ | ------ |
| 0,7    | 90 ou +      | 1,8    |
| 6,7    | 75-89 ans    | 9,6    |
| 16,7   | 60-74 ans    | 18     |
| 19,4   | 45-59 ans    | 19     |
| 18,5   | 30-44 ans    | 17,5   |
| 19,2   | 15-29 ans    | 17,4   |
| 18,9   | 0-14 ans     | 16,7   |

## Vie associative et sportive

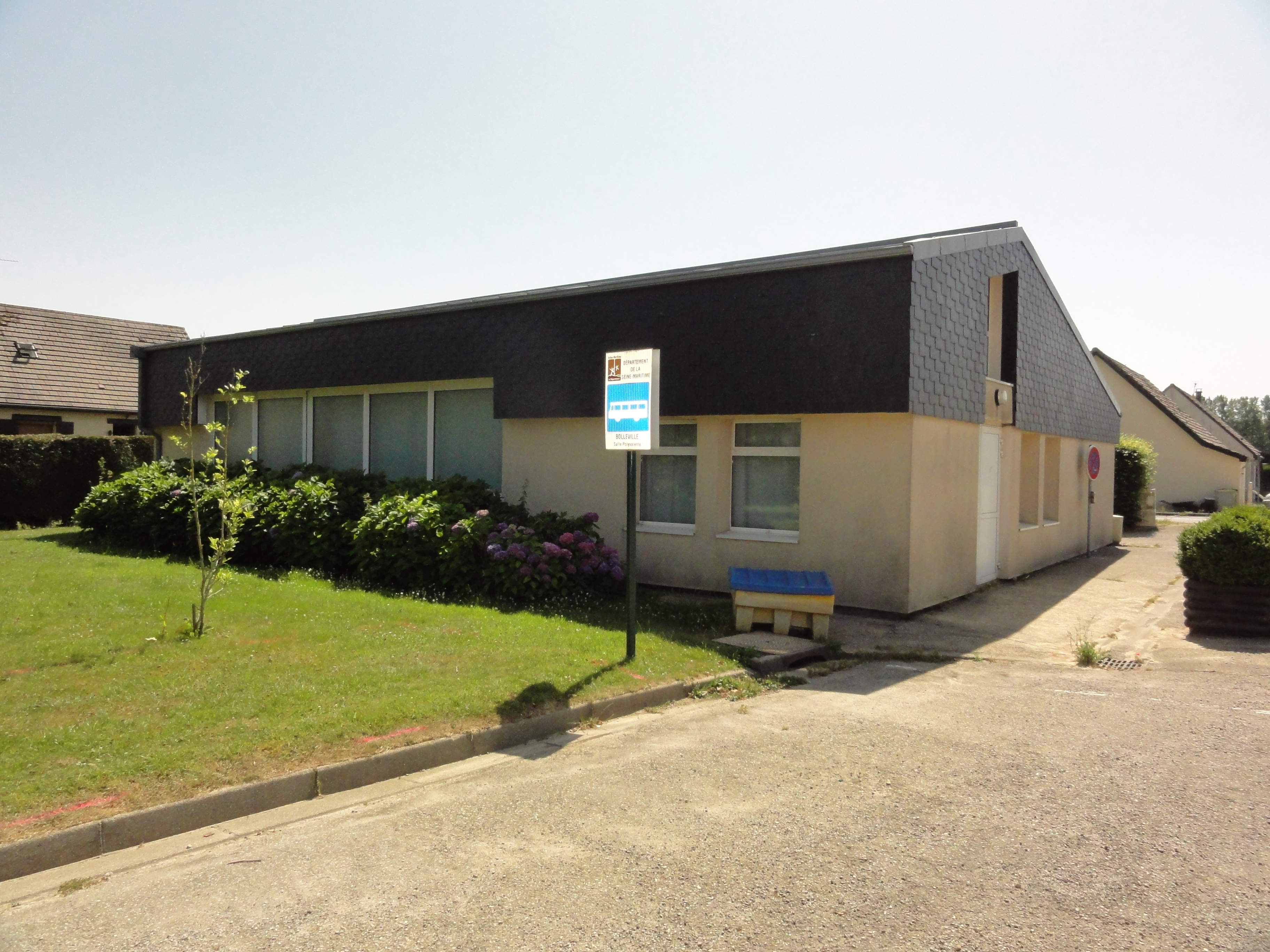
La salle polyvalente.

## Culture locale et patrimoine

### Lieux et monuments

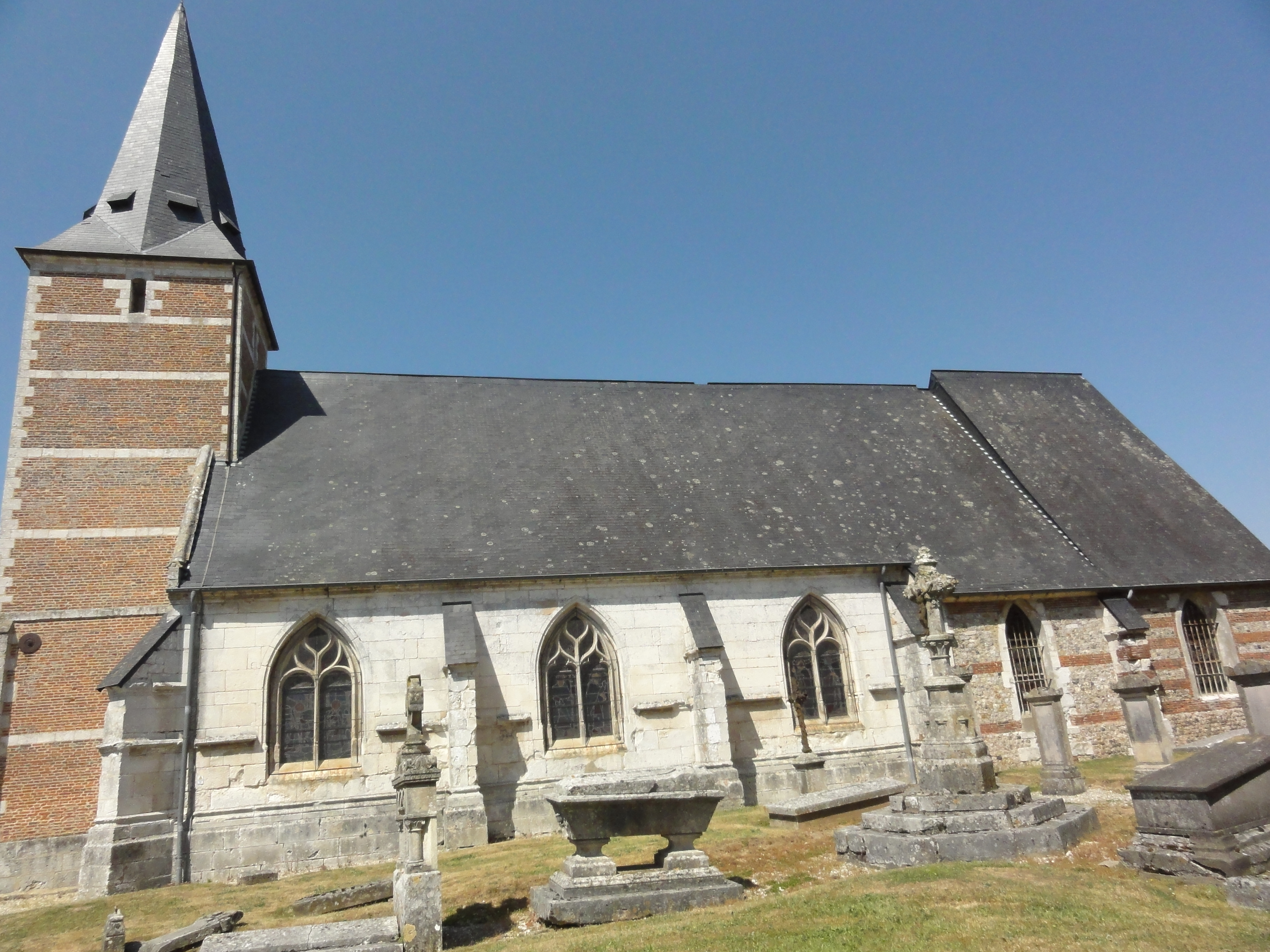
Église Saint-Pierre-et-Saint-Paul.
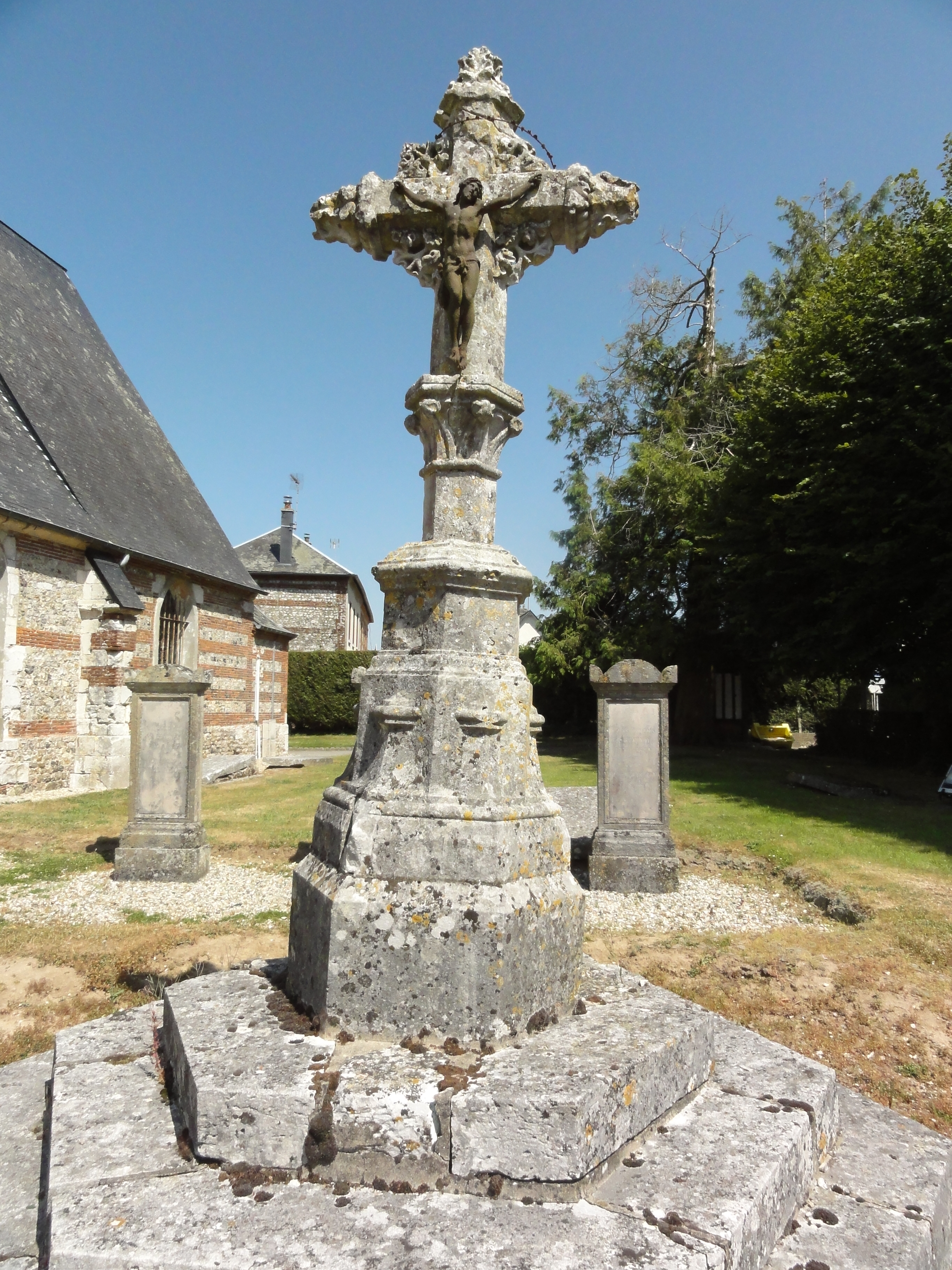
Croix de l'ancien cimetière.

- Ancien château d'Eprémesnil (début XVIIe siècle). Aujourd'hui rasé.
- Château de Calmesnil.
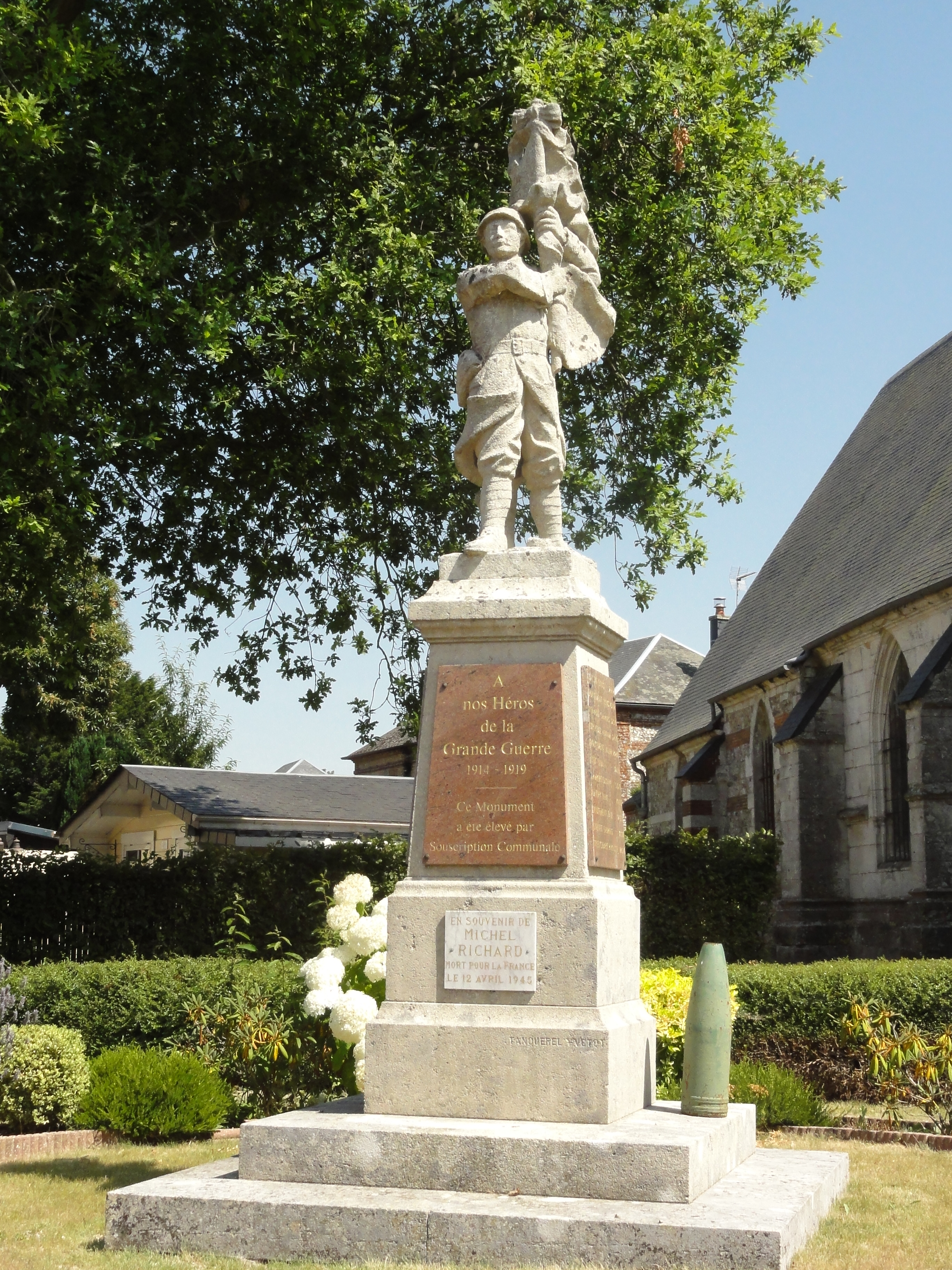
Monument aux morts.

- Église Saint-Pierre-et-Saint-Paul.
- Croix de l'ancien cimetière.
- Monument aux morts.

### Site naturel inscrit
- Le clos-masure de Guillerville est constitué en site naturel inscrit depuis 1996[25].